# Cantón de Elven
El cantón de Elven era una división administrativa francesa, que estaba situada en el departamento de Morbihan y la región de Bretaña.

## Composición
El cantón estaba formado por siete comunas:
- Elven
- La Vraie-Croix
- Monterblanc
- Saint-Nolff
- Sulniac
- Trédion
- Treffléan

## Supresión del cantón de Elven
En aplicación del Decreto n.º 2014-215 de 21 de febrero de 2014, el cantón de Elven fue suprimido el 22 de marzo de 2015 y sus 7 comunas pasaron a formar parte; cuatro del nuevo cantón de Questembert y tres del nuevo cantón de Vannes-3.